# Филип Барели
Филип Барели је био млетачки трговац, који је крајем XIV века био протовестијар Балшића, Балше II (1378—1385) и Ђурђа II Страцимировића (1385—1403). На овом положају Филип је служећи се финансијским трансакцијама стекао доста поседа које му је уместо новчаног дуга давао Балша II.

## Биографија
Положај протовестијара, који је водио рачуна о финансијама у српској држави, у земљу Балшића увео је Балша II. Он је ангажовао Филипа Барелија да обавља ту дужност и на повељи коју је са титулом дуке драчког издао Дубровчанима 24.04.1385. године, помиње га као милосника. После Балшине смрти у бици на Саурском пољу 18.09.1385. године, Барели је функцију протовестијара наставио да обавља за његовог брата и наследника Ђурђа II Страцимировића. Као први међу милосницима, протовестијар Филип се помиње на његовој повељи Дубровчанима, од 27.01.1387. године.
Идуће године, његов син Жанин је боравио у Дубровнику 23.08. као посланик Ђурђа II.
После Косовске битке 15/28.06. 1389. године и ширења области Вука Бранковића, његови изасланици су 1390. године посетили Филипа Барелија. Они су му понудили да за 500 литара сребра преда један од Ђурђевих приморских градова, највероватније Улцињ, Вуку. Иако он није прихватио ову понуду, она сама говори о великом значају који је он имао у држави.
Врло брзо након овога, Филип и његова деца су ухапшени, а он је оптужен за злочин против Ђурђеве власти. Сам повод и детаљи овог хапшења нису познати, али се претпоставља да се умешао у унутрашње сукобе између Ђурђа и његовог рођака Константина. Без обзира на настојања Млечана да он буде ослобођен, Филип је остао у тамници до 1392. године, када је ослобођен у време борби међу Балшићима. После тога, он је напустио државу Балшића и отишао у Драч код Ђорђа Топије.